# 宮城県仙台二華中学校・高等学校
宮城県仙台二華中学校・高等学校（みやぎけん せんだいにかちゅうがっこう・こうとうがっこう）は、宮城県仙台市若林区連坊一丁目にある県立中学校・高等学校である。通称は「二華」（にか）、または女子校時代の校名から「二女」（にじょ）、「二女高」（にじょこう）。
女子校であった宮城県第二女子高等学校を前身とし、2010年度（平成22年度）に共学化・校名が改称された。

## 概要
ナンバースクールの一員。宮城県宮城第一高等学校（旧・宮城県第一女子高等学校）や旧男子校のナンバースクールとは異なり、制服が指定されている。女子の制服は前身の東華学校から引き継がれている濃紺のブレザー。男子の制服は濃紺の学ラン。
2010年度（平成22年度）からは中高一貫校化と同時に共学化し、校名が宮城県仙台二華中学校・高等学校に変更された。
若林区連坊（同じくナンバースクールの宮城県仙台第一高等学校近く）に校舎が所在するが、2008年度・2009年度は連坊校舎の建替により宮城県第二総合運動場に仮校舎が建てられていた。
ユネスコスクール加盟校。2014年度から2019年度にはスーパーグローバルハイスクールにも指定されていた。
また、2021年度には東北地方の公立高校で初の国際バカロレア認定校になった。

## 設置学科
- 全日制
  - 普通科

## 募集定員
- 中学 - 105名
- 高校 - 240名（うち中学からの入学予定者105名を含む）

## 沿革
- 1904年（明治37年） - 私立東華女学校として設立。
- 1921年（大正10年） - 宮城県第二高等女学校に統合。
- 1926年（大正15年） - 校歌制定（作詞：渡辺吉丸　作曲：草川信）発表。
- 1948年（昭和23年） - 宮城県第二女子高等学校に名称変更。
- 2010年（平成22年） - 男女共学校、中高一貫校となり、宮城県仙台二華中学校・高等学校に校名変更。
- 2010年（平成22年）7月1日 - 宮城県第二総合運動場のラグビー場が当校の第2グラウンドになった[2]。
- 2019年（平成31年） - 学年制から単位制へ移行。
- 2022年（令和4年） - 国際バカロレア棟竣工、引渡し。

## 中高一貫・共学化
宮城県第二女子高等学校は、2010年（平成22年）度の中高一貫化に伴い、共学化され、それにあわせて校名変更がされることになり、校名の公募がされた。2007年（平成19年）6月29日に校内の校名推薦委員会により「宮城県仙台二華高等学校」に決定された。その後、県教委が仮称として採用、2009年度（平成21年度）に正式に決定された。

## 進路状況
2025年度は東大に1名、京大・東北大などの旧帝大に数十名、国公立に80名弱、早慶・MARCHに計数十名が合格している。

## 部活動
本校を含む、旧宮城県第一女子高等学校・宮城県第二女子高等学校・宮城県第三女子高等学校特有の風習として、『部名（ぶめい）』がある。新入生が部活動に所属した際に、先輩から「部活内部用のあだ名」を命名されるというものである。2025年度現在は存在していない。
元女子高であった経緯から野球部は存在しない。近隣に住宅が密集している点、校舎が吹き抜け構造である点から、吹奏楽部の設立も見送られている。

### 中学校
太字は中学のみ存在する部。

#### 運動部
- サッカー部（男）
- ソフトテニス部（男女）
- バドミントン部（男女）
- 陸上競技部（男女）
- 水泳部（男女）
- 剣道部（男女）

- バスケットボール部（女）
- 卓球部（男女）
- 新体操部（女）
- バレーボール部（女）
- ソフトボール部（女）
- 中学駅伝チーム（男女）

#### 文化部
- 音楽部
- 美術部
- 書道部
- 自然科学部

### 高校
太字は高校のみ存在する部。

#### 運動部
- サッカー部（男）
- ソフトテニス部（男女）
- バドミントン部（男女）
- 陸上競技部（男女）
- 水泳部（男女）
- 剣道部（男女）
- ワンダーフォーゲル部（男女）
- ハンドボール部（女）

- 男子バスケットボール部
- 女子バスケットボール部
- 卓球部（男女）
- 新体操部（女）
- バレーボール部（女）
- ソフトボール部（女）
- 弓道部（男女）

#### 文化系
- 音楽部
- 美術部
- 書道部
- 軽音楽部
- 文芸部
- 放送部
- 茶道部
- ギター部
- 被服部
- アニメ・漫画研究部

- 演劇部
- 英語部
- 調理部
- 写真部
- JRC部
- 物理部
- 化学部
- 生物部
- 地学部
- クイズ研究部

## 入試

### 中学校
2024年の倍率は、定員105名に対し倍率は3.41倍となり、過去最低となった。

## 著名な出身者
- 千嘉代子 - 茶道家
- 大友よふ - 女性運動家・平和活動家
- 若尾文子 - 俳優
- 郡和子 - 仙台市長
- 岡本章子 - 衆議院議員
- 井戸正枝 - 元衆議院議員
- 雲野右子 - フリーアナウンサー
- 田鹿千華 - 元フリーアナウンサー、林家たい平夫人
- 奥田実紀 - フリーライター
- 蔵田玲子 - 長野朝日放送アナウンサー
- 石垣のりこ - 参議院議員
- 北郷三穂子 - NHKアナウンサー
- 樋場早紀 - モデル
- 大久保悠 - 東北放送アナウンサー
- 咲嬉 - 俳優
- 仙名彩世 - 俳優、元宝塚歌劇団花組トップ娘役
- 須知高匡 - Zip Infrastructure代表取締役
- 小原響 - 陸上競技選手、GMOインターネットグループ所属
- 小川もこ - フリーアナウンサー

## アクセス
学校公式Webサイトで案内されているアクセス方法は以下のとおりである。
- 仙台市営バス・宮城交通「五橋駅」「五橋一丁目」バス停より徒歩7分
- 仙台市地下鉄南北線 五橋駅より徒歩7分
- 仙台市地下鉄東西線 連坊駅より徒歩7分
- 仙台市地下鉄東西線 宮城野通駅より徒歩9分
- JR仙台駅東口よりから徒歩15分